# Augnat
Augnat est une commune française, située dans le département du Puy-de-Dôme en région d'Auvergne-Rhône-Alpes.

## Géographie
Augnat se situe à la limite sud du Puy-de-Dôme, près du Cantal, non loin de la Haute-Loire, sur le contrefort du plateau du Cézallier qui borde la plaine de la Limagne, dans le Lembronnais.

Le village est en cul-de-sac : une seule route goudronnée permet d'y accéder.
|           | Madriat |               |
| Rentières | Augnat  | Saint-Gervazy |
| Ardes     | Apchat  |               |

### Lieux-dits et écarts
Letz, Barège, Chadefaux, La Marge

### Climat
Pour des articles plus généraux, voir Climat d'Auvergne-Rhône-Alpes et Climat du Puy-de-Dôme.
En 2010, le climat de la commune est de type climat des marges montargnardes, selon une étude du Centre national de la recherche scientifique s'appuyant sur une série de données couvrant la période 1971-2000. En 2020, Météo-France publie une typologie des climats de la France métropolitaine dans laquelle la commune est exposée à un climat de montagne ou de marges de montagne et est dans la région climatique Nord-est du Massif Central, caractérisée par une pluviométrie annuelle de 800 à 1 200 mm, bien répartie dans l’année.
Pour la période 1971-2000, la température annuelle moyenne est de 10,4 °C, avec une amplitude thermique annuelle de 16,6 °C. Le cumul annuel moyen de précipitations est de 773 mm, avec 7,5 jours de précipitations en janvier et 6,6 jours en juillet. Pour la période 1991-2020, la température moyenne annuelle observée sur la station météorologique de Météo-France la plus proche, « Autrac », sur la commune d'Autrac à 10 km à vol d'oiseau, est de 10,5 °C et le cumul annuel moyen de précipitations est de 711,4 mm,. Pour l'avenir, les paramètres climatiques de la commune estimés pour 2050 selon différents scénarios d'émission de gaz à effet de serre sont consultables sur un site dédié publié par Météo-France en novembre 2022.

## Urbanisme

### Typologie
Au 1er janvier 2024, Augnat est catégorisée commune rurale à habitat dispersé, selon la nouvelle grille communale de densité à sept niveaux définie par l'Insee en 2022.
Elle est située hors unité urbaine. Par ailleurs la commune fait partie de l'aire d'attraction d'Issoire, dont elle est une commune de la couronne,. Cette aire, qui regroupe 53 communes, est catégorisée dans les aires de moins de 50 000 habitants,.

### Occupation des sols
L'occupation des sols de la commune, telle qu'elle ressort de la base de données européenne d’occupation biophysique des sols Corine Land Cover (CLC), est marquée par l'importance des territoires agricoles (58,3 % en 2018), en augmentation par rapport à 1990 (47 %). La répartition détaillée en 2018 est la suivante : 
terres arables (30,7 %), zones agricoles hétérogènes (22,4 %), forêts (22,1 %), milieux à végétation arbustive et/ou herbacée (19,6 %), prairies (5,2 %). L'évolution de l’occupation des sols de la commune et de ses infrastructures peut être observée sur les différentes représentations cartographiques du territoire : la carte de Cassini (XVIIIe siècle), la carte d'état-major (1820-1866) et les cartes ou photos aériennes de l'IGN pour la période actuelle (1950 à aujourd'hui).

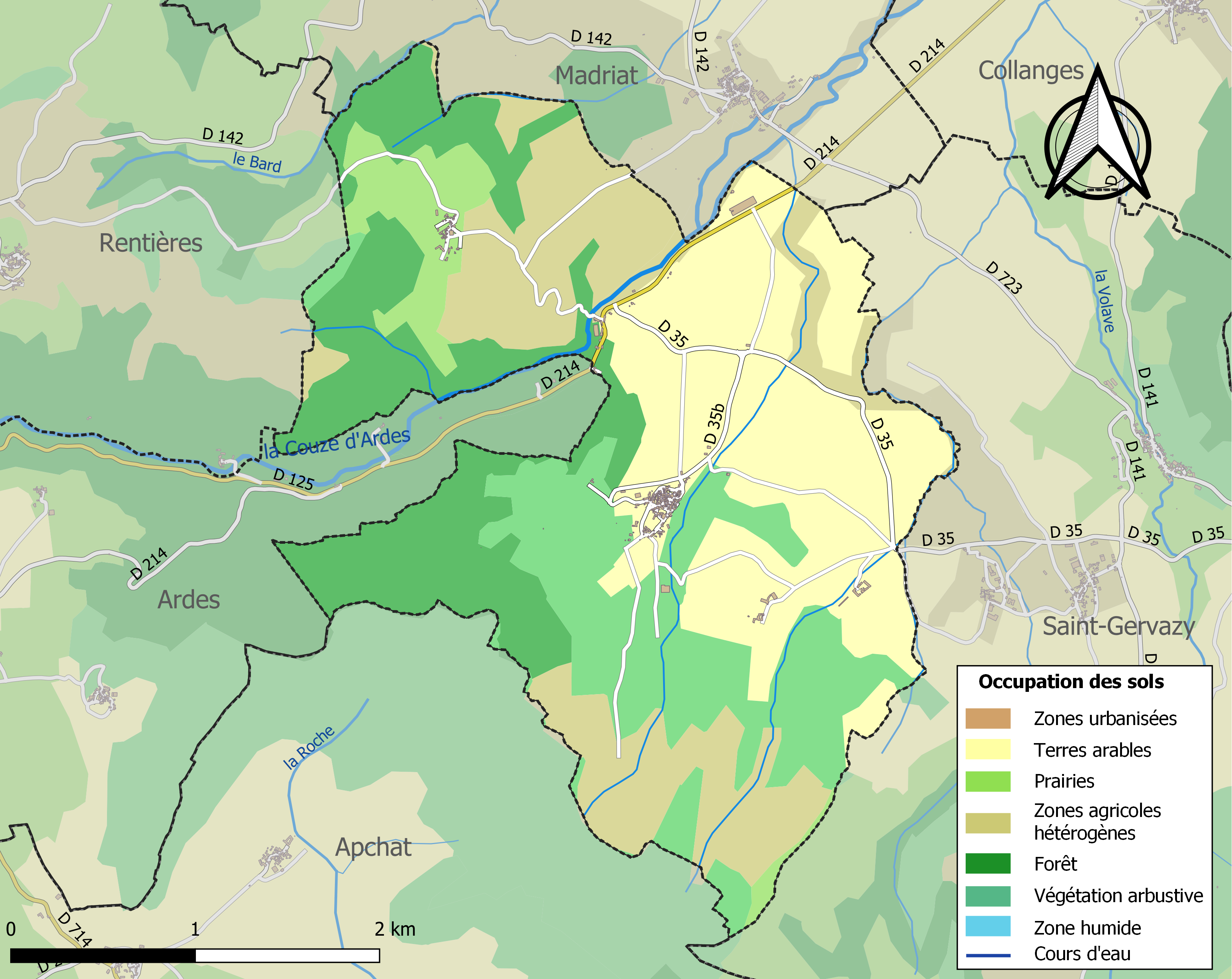
Carte des infrastructures et de l'occupation des sols de la commune en 2018 (CLC).

## Histoire
Son église Sainte-Marthe date du XIIe siècle.

Augnat faisait partie du Dauphiné d'Auvergne, au Moyen Âge.
Depuis 2013, Augnat fait partie du parc naturel régional des volcans d'Auvergne.

## Politique et administration
| Période                                  | Période                   | Identité     | Étiquette | Qualité                                                     |
| ---------------------------------------- | ------------------------- | ------------ | --------- | ----------------------------------------------------------- |
| Les données manquantes sont à compléter. |                           |              |           |                                                             |
| mars 2001                                | mars 2008                 | Guy Maillard |           | Retraité                                                    |
| mars 2008                                | En cours (au 2 août 2020) | Pascale Brun | LR        | Psychologue scolaire Conseillère départementale depuis 2021 |

## Démographie
Les habitants sont nommés les Augnatois et les habitantes les Augnatoises.

L'évolution du nombre d'habitants est connue à travers les recensements de la population effectués dans la commune depuis 1793. Pour les communes de moins de 10 000 habitants, une enquête de recensement portant sur toute la population est réalisée tous les cinq ans, les populations de référence des années intermédiaires étant quant à elles estimées par interpolation ou extrapolation. Pour la commune, le premier recensement exhaustif entrant dans le cadre du nouveau dispositif a été réalisé en 2004.

En 2022, la commune comptait 196 habitants, en évolution de +22,5 % par rapport à 2016 (Puy-de-Dôme : +2,1 %, France hors Mayotte : +2,11 %).
| 1793 | 1800 | 1806 | 1821 | 1831 | 1836 | 1841 | 1846 | 1851 |
| ---- | ---- | ---- | ---- | ---- | ---- | ---- | ---- | ---- |
| 434  | 396  | 409  | 456  | 421  | 413  | 455  | 433  | 439  |

| 1856 | 1861 | 1866 | 1872 | 1876 | 1881 | 1886 | 1891 | 1896 |
| ---- | ---- | ---- | ---- | ---- | ---- | ---- | ---- | ---- |
| 449  | 432  | 436  | 391  | 356  | 410  | 385  | 404  | 380  |

| 1901 | 1906 | 1911 | 1921 | 1926 | 1931 | 1936 | 1946 | 1954 |
| ---- | ---- | ---- | ---- | ---- | ---- | ---- | ---- | ---- |
| 356  | 312  | 288  | 266  | 229  | 242  | 223  | 192  | 192  |

| 1962 | 1968 | 1975 | 1982 | 1990 | 1999 | 2004 | 2006 | 2009 |
| ---- | ---- | ---- | ---- | ---- | ---- | ---- | ---- | ---- |
| 157  | 130  | 135  | 111  | 111  | 133  | 146  | 151  | 129  |

| 2014 | 2019 | 2022 | - | - | - | - | - | - |
| ---- | ---- | ---- | - | - | - | - | - | - |
| 155  | 195  | 196  | - | - | - | - | - | - |

## Culture locale et patrimoine

### Lieux et monuments

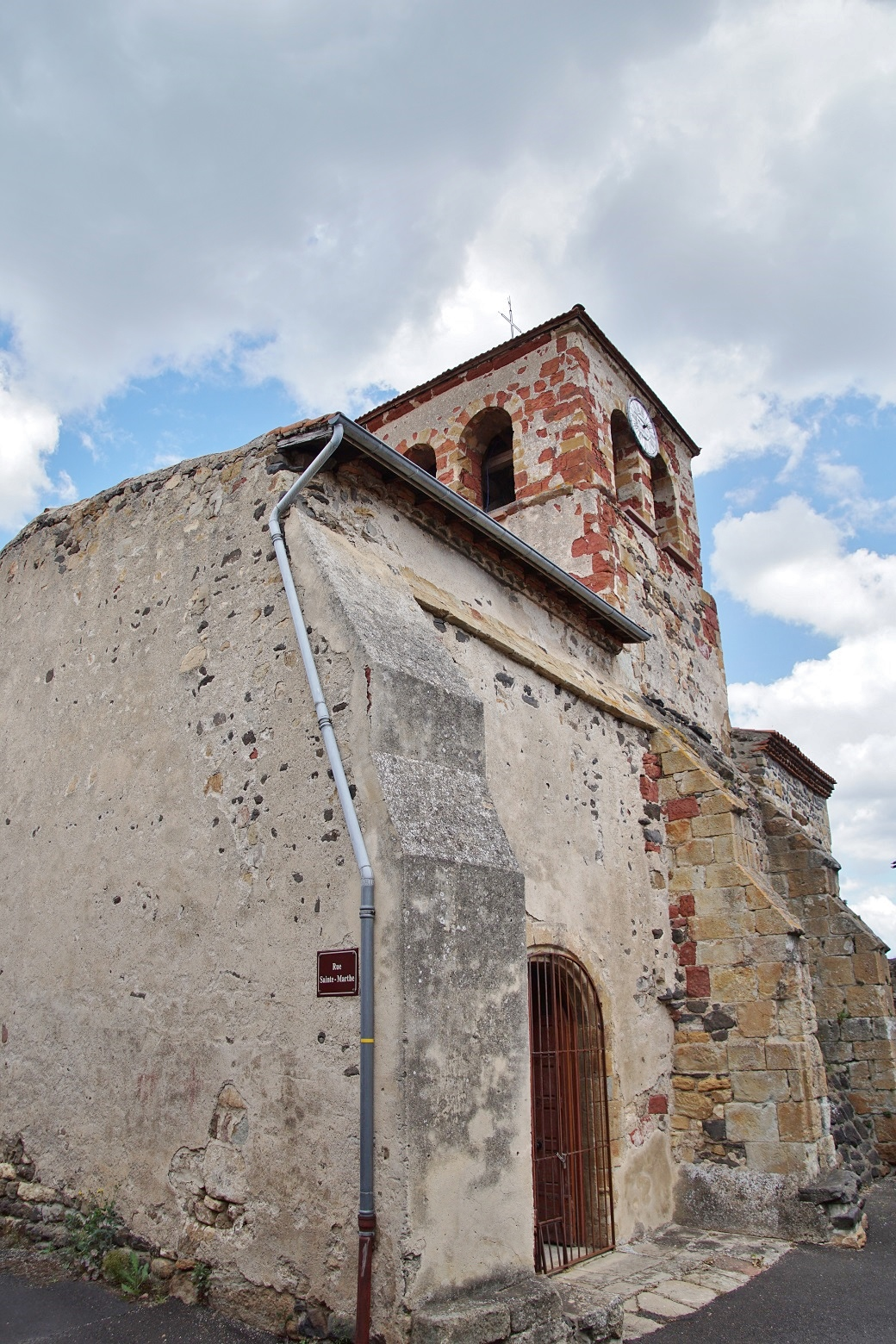
Église Sainte-Marthe d'Augnat.

Il y a une église romane (XIIe siècle) à deux nefs et une sacristie. L'une des nefs était réservée aux religieux du prieuré d'Augnat, l'autre, avec le portail et le clocher, constitue toujours l'église paroissiale.
Il y a deux fontaines et un lavoir.